# 1. Fußballclub Union Berlin 2000-2001
Questa voce raccoglie le informazioni riguardanti il 1. Fußballclub Union Berlin nelle competizioni ufficiali della stagione 2000-2001.

## Stagione
Nella stagione 2000-2001 l'Union Berlino, allenato da Georgi Vasilev, concluse il campionato di Regionalliga nord al 1º posto e fu promosso in 2. Bundesliga. In Coppa di Germania l'Union Berlino perse la finale con lo Schalke 04.

## Rosa
| N. |                     | Ruolo | Calciatore       |
| -- | ------------------- | ----- | ---------------- |
| 2  | Germania (bandiera) | D     | Gert Müller      |
| 3  | Germania (bandiera) | D     | Ronny Nikol      |
| 4  | Germania (bandiera) | D     | Steffen Menze    |
| 5  | Germania (bandiera) | D     | Marko Tredup     |
| 6  | Nigeria (bandiera)  | C     | Chibuike Okeke   |
| 7  | Albania (bandiera)  | A     | Harun Isa        |
| 8  | Germania (bandiera) | C     | Jens-Uwe Zöphel  |
| 9  | Austria (bandiera)  | C     | Michael Zechner  |
| 10 | Ungheria (bandiera) | A     | Levente Bozsik   |
| 11 | Germania (bandiera) | D     | Daniel Ernemann  |
| 12 | Germania (bandiera) | C     | Andreas Ruhmland |
| 13 | Germania (bandiera) | A     | Lutuf Dinc       |
| 15 | Germania (bandiera) | C     | Manuel Benthin   |

| N. |                                | Ruolo | Calciatore            |
| -- | ------------------------------ | ----- | --------------------- |
| 16 | Bulgaria (bandiera)            | C     | Hristo Koilov         |
| 17 | Germania (bandiera)            | P     | René Finger           |
| 18 | Germania (bandiera)            | D     | Jens Tschiedel        |
| 19 | Rep. Ceca (bandiera)           | C     | Jiří Balcárek         |
| 20 | Germania (bandiera)            | P     | Robert Wulnikowski    |
| 21 | Bulgaria (bandiera)            | D     | Adalbert Zafirov      |
| 22 | Serbia e Montenegro (bandiera) | C     | Božidar Đurković      |
| 24 | Bulgaria (bandiera)            | D     | Emil Kremenliev       |
| 25 | Brasile (bandiera)             | A     | Daniel Teixeira       |
| 26 | Germania (bandiera)            | P     | Sven Beuckert         |
| 27 | Serbia e Montenegro (bandiera) | A     | Konstantin Ognjanovic |
| 33 | Germania (bandiera)            | D     | Tom Persich           |

## Organigramma societario
Area tecnica
- Allenatore: Georgi Vasilev
- Allenatore in seconda: Ivan Tishanski
- Preparatore dei portieri:
- Preparatori atletici:
- Analisi video:

## Calciomercato

### Sessione estiva
| Acquisti | Acquisti              | Acquisti       | Acquisti |
| R.       | Nome                  | da             | Modalità |
| -------- | --------------------- | -------------- | -------- |
| C        | Manuel Benthin        | TeBe Berlino   |          |
| P        | Sven Beuckert         | Erzgebirge Aue |          |
| C        | Božidar Đurković      | OFK Belgrado   |          |
| C        | Christian Fährmann    | Karlsruhe      |          |
| A        | Harun Isa             | Erzgebirge Aue |          |
| A        | Konstantin Ognjanovic | Greuther Fürth |          |
| D        | Marko Tredup          | TeBe Berlino   |          |
| D        | Jens Tschiedel        | LR Ahlen       |          |

| Cessioni | Cessioni                | Cessioni           | Cessioni |
| R.       | Nome                    | a                  | Modalità |
| -------- | ----------------------- | ------------------ | -------- |
| A        | Fabio de Souza          | Hüls               |          |
| D        | Jens Härtel             | Sachsen Lipsia     |          |
| C        | Vittorio Mattera-Iacono | Berliner AK 07     |          |
| C        | Ingolf Schneider        | Energie Cottbus II |          |
| C        | Jörg Schwanke           | LR Ahlen           |          |

### Sessione invernale
| Acquisti | Acquisti        | Acquisti     | Acquisti |
| R.       | Nome            | da           | Modalità |
| -------- | --------------- | ------------ | -------- |
| A        | Daniel Teixeira | Uerdingen 05 |          |
| D        | Emil Kremenliev | CSKA Sofia   |          |

| Cessioni | Cessioni           | Cessioni                     | Cessioni |
| R.       | Nome               | a                            | Modalità |
| -------- | ------------------ | ---------------------------- | -------- |
| C        | Christian Fährmann | Fortuna Düsseldorf           |          |
| C        | Aidas Preiksaitis  | KSZO Ostrowiec Świętokrzyski |          |
| P        | Kay Wehner         | Wacker Burghausen            |          |

## Risultati

### Regionalliga nord

#### Girone di andata
| Arbitro: | Jung |

|           |           |  |
| Menze 75’ | Marcatori |  |

| Arbitro: | Margenberg |

|               |           |                    |
| Scharping 60’ | Marcatori | 7’ Okeke 61’ Menze |

| 12 agosto 2000 3ª giornata |  | – turno di riposo |  |  |

| Arbitro: | Thomßen |

|                                          |           |  |
| Balcárek 45’ Isa 52’ (rig.) Đurković 58’ | Marcatori |  |

| Braunschweig 23 agosto 2000, ore 19:00 CEST 5ª giornata | Eintracht Braunschweig | 0 – 0 referto | Union Berlino | Stadion an der Hamburger Straße (13 896 spett.)\| Arbitro: \| Krug \| |
| Arbitro:                                                | Krug                   |               |               |                                                                       |

| Arbitro: | Keßler |

|                                        |           |               |
| Zechner 17’ Nikol 39’ Jesse 90’ (aut.) | Marcatori | 50’ Krontiris |

| Arbitro: | Weiner |

|                            |           |  |
| Schiemann 35’ Lünsmann 83’ | Marcatori |  |

| Arbitro: | Kemmling |

|              |           |                         |
| Ernemann 22’ | Marcatori | 12’ Heidrich 51’ Salomo |

| Colonia 22 settembre 2000, ore 19:30 CEST 9ª giornata | Fortuna Colonia | 0 – 0 referto | Union Berlino | Südstadion (1 002 spett.)\| Arbitro: \| Hems \| |
| Arbitro:                                              | Hems            |               |               |                                                 |

| Arbitro: | Seemann |

|                          |           |  |
| Persich 53’ Isa 74’, 90’ | Marcatori |  |

| Arbitro: | Anklam |

|                 |           |             |
| Przondziono 10’ | Marcatori | 45’ Zechner |

| Arbitro: | Grabanowski |

|                   |           |             |
| Isa 76’ Nikol 78’ | Marcatori | 39’ Kovačić |

| Arbitro: | Stachowiak |

|  |           |                |
|  | Marcatori | 81’ (rig.) Isa |

| Arbitro: | Grudzinski |

|              |           |            |
| Đurković 16’ | Marcatori | 15’ Pinske |

| Arbitro: | Jung |

|                        |           |                    |
| Wojcik 8’ Alhassan 35’ | Marcatori | 12’ Koilov 16’ Isa |

| Arbitro: | Meiwes |

|                           |           |  |
| Balcárek 29’ Đurković 60’ | Marcatori |  |

| Essen 17 novembre 2000, ore 20:00 CET 17ª giornata | Rot-Weiss Essen | 0 – 0 referto | Union Berlino | Georg-Melches-Stadion (5 924 spett.)\| Arbitro: \| Hahne \| |
| Arbitro:                                           | Hahne           |               |               |                                                             |

| Arbitro: | Hielscher |

|                                          |           |  |
| Tschiedel 23’ Isa 40’ (rig.) Zechner 77’ | Marcatori |  |

| Arbitro: | Thomßen |

|               |           |               |
| Rodriguez 70’ | Marcatori | 9’ (rig.) Isa |

#### Girone di ritorno
| Arbitro: | Bley |

|              |           |  |
| Achilles 88’ | Marcatori |  |

| Arbitro: | Fleske |

|             |           |                     |
| Persich 45’ | Marcatori | 12’ Tutas 77’ Berta |

| 2 febbraio 2001 22ª giornata |  | – turno di riposo |  |  |

| Arbitro: | Seemann |

|                      |           |                        |
| Iyodo 18’ Shittu 69’ | Marcatori | 47’ Menze 63’ Teixeira |

| Arbitro: | Heynemann |

|                               |           |                     |
| Nikol 78’ Teixeira 88’ (rig.) | Marcatori | 30’, 32’ Weetendorf |

| Arbitro: | Otte |

|  |           |                                                             |
|  | Marcatori | 15’ Nikol 61’ Kremenliev 71’, 76’ (rig.) Teixeira 90’ Okeke |

| Arbitro: | Voss |

|                   |           |  |
| Teixeira 40’, 85’ | Marcatori |  |

| Arbitro: | Stachowiak |

|  |           |                      |
|  | Marcatori | 74’ Teixeira 81’ Isa |

| Arbitro: | Weber |

|                          |           |  |
| Teixeira 27’ (rig.), 60’ | Marcatori |  |

| Arbitro: | Soltow |

|  |           |                     |
|  | Marcatori | 37’ (rig.) Teixeira |

| Arbitro: | Minskowski |

|                                       |           |                  |
| Okeke 16’ Isa 34’ Teixeira 49’ (rig.) | Marcatori | 43’, 72’ Leśniak |

| Arbitro: | Herschke |

|  |           |                          |
|  | Marcatori | 90’, 90’ (rig.) Teixeira |

| Arbitro: | Kreyer |

|         |           |  |
| Isa 12’ | Marcatori |  |

| Arbitro: | Schriever |

|  |           |                      |
|  | Marcatori | 23’ Isa 33’ Teixeira |

| Arbitro: | Gagelmann |

|                                                               |           |  |
| Isa 12’ Golovan 30’ (aut.) Teixeira 43’, 55’ (rig.) Nikol 87’ | Marcatori |  |

| Dresda 17 maggio 2001, ore 19:30 CEST 35ª giornata | Dresdner SC | 0 – 0 referto | Union Berlino | Heinz-Steyer-Stadion (2 388 spett.)\| Arbitro: \| Scheppe \| |
| Arbitro:                                           | Scheppe     |               |               |                                                              |

| Arbitro: | Bley |

|              |           |  |
| Teixeira 36’ | Marcatori |  |

| Arbitro: | Hielscher |

|                     |           |             |
| Perdei 3’ Milde 13’ | Marcatori | 28’ Zafirov |

| Arbitro: | Weiner |

|                                         |           |  |
| Koilov 35’, 88’ Teixeira 47’ Bozsik 62’ | Marcatori |  |

### Coppa di Germania
| Arbitro: | Schößling |

|                     |           |  |
| Fährmann 6’ Isa 83’ | Marcatori |  |

| Arbitro: | Scheppe |

|                |           |  |
| Isa 37’ (rig.) | Marcatori |  |

| Arbitro: | Keßler |

|                                       |           |                                   |
| Isa 30’, 44’ Đurković 73’ Persich 81’ | Marcatori | 26’ Scharinger 75’ (rig.) Leandro |

| Arbitro: | Merk |

|              |           |  |
| Ernemann 90’ | Marcatori |  |

| Arbitro: | Fleischer |

|                                 |                      |                                 |
| Đurković 27’ Menze 80’          | Marcatori            | 61’, 67’ van Lent               |
| Teixeira Zechner Đurković Nikol | Tiri di rigore 4 – 2 | van Lent Eberl Hausweiler Aidoo |

| Arbitro: | Albrecht |

|  |           |                       |
|  | Marcatori | 53’, 58’ (rig.) Böhme |

## Statistiche

### Statistiche di squadra
| Competizione      | Punti | In casa | In casa | In casa | In casa | In casa | In casa | In trasferta | In trasferta | In trasferta | In trasferta | In trasferta | In trasferta | Totale | Totale | Totale | Totale | Totale | Totale | DR  |
| Competizione      | Punti | G       | V       | N       | P       | Gf      | Gs      | G            | V            | N            | P            | Gf           | Gs           | G      | V      | N      | P      | Gf     | Gs     | DR  |
| ----------------- | ----- | ------- | ------- | ------- | ------- | ------- | ------- | ------------ | ------------ | ------------ | ------------ | ------------ | ------------ | ------ | ------ | ------ | ------ | ------ | ------ | --- |
| Regionalliga nord | 73    | 18      | 14      | 2       | 2       | 40      | 11      | 18           | 7            | 8            | 3            | 22           | 12           | 36     | 21     | 10     | 5      | 62     | 23     | +39 |
| Coppa di Germania | -     | 6       | 4       | 1       | 1       | 10      | 6       | 0            | 0            | 0            | 0            | 0            | 0            | 6      | 4      | 1      | 1      | 10     | 6      | +4  |
| Totale            | 73    | 24      | 18      | 3       | 3       | 50      | 17      | 18           | 7            | 8            | 3            | 22           | 12           | 42     | 25     | 11     | 6      | 72     | 29     | +43 |

### Andamento in campionato
| Giornata  | 1 | 2 | 3 | 4 | 5 | 6 | 7 | 8 | 9 | 10 | 11 | 12 | 13 | 14 | 15 | 16 | 17 | 18 | 19 | 20 | 21 | 22 | 23 | 24 | 25 | 26 | 27 | 28 | 29 | 30 | 31 | 32 | 33 | 34 | 35 | 36 | 37 | 38 |
| --------- | - | - | - | - | - | - | - | - | - | -- | -- | -- | -- | -- | -- | -- | -- | -- | -- | -- | -- | -- | -- | -- | -- | -- | -- | -- | -- | -- | -- | -- | -- | -- | -- | -- | -- | -- |
| Luogo     | C | T |   | C | T | C | T | C | T | C  | T  | C  | T  | C  | T  | C  | T  | C  | T  | T  | C  |    | T  | C  | T  | C  | T  | C  | T  | C  | T  | C  | T  | C  | T  | C  | T  | C  |
| Risultato | V | V |   | V | N | V | P | P | N | V  | N  | V  | V  | N  | N  | V  | N  | V  | N  | P  | P  |    | N  | N  | V  | V  | V  | V  | V  | V  | V  | V  | V  | V  | N  | V  | P  | V  |
| Posizione | 6 | 2 | 6 | 2 | 4 | 2 | 4 | 7 | 8 | 4  | 6  | 4  | 1  | 2  | 3  | 3  | 2  | 1  | 3  | 3  | 4  | 6  | 6  | 6  | 6  | 6  | 6  | 3  | 2  | 1  | 1  | 1  | 1  | 1  | 1  | 1  | 1  | 1  |

Legenda:

Luogo: C = Casa; T = Trasferta. Risultato: V = Vittoria; N = Pareggio; P = Sconfitta.

### Statistiche dei giocatori
| Giocatore      | Regionalliga nord | Regionalliga nord | Regionalliga nord | Regionalliga nord | Coppa di Germania | Coppa di Germania | Coppa di Germania | Coppa di Germania | Totale   | Totale | Totale      | Totale     |
| Giocatore      | Presenze          | Reti              | Ammonizioni       | Espulsioni        | Presenze          | Reti              | Ammonizioni       | Espulsioni        | Presenze | Reti   | Ammonizioni | Espulsioni |
| -------------- | ----------------- | ----------------- | ----------------- | ----------------- | ----------------- | ----------------- | ----------------- | ----------------- | -------- | ------ | ----------- | ---------- |
| J. Balcárek    | 29                | 2                 | 4                 | 0                 | 5                 | 0                 | 1                 | 0                 | 34       | 2      | 5           | 0          |
| M. Benthin     | 9                 | 0                 | 0                 | 0                 | 1                 | 0                 | 0                 | 0                 | 10       | 0      | 0           | 0          |
| S. Beuckert    | 36                | 0                 | 4                 | 0                 | 5                 | 0                 | 1                 | 0                 | 41       | 0      | 5           | 0          |
| L. Bozsik      | 10                | 1                 | 0                 | 0                 | 0                 | 0                 | 0                 | 0                 | 10       | 1      | 0           | 0          |
| L. Dinc        | 1                 | 0                 | 0                 | 0                 | 0                 | 0                 | 0                 | 0                 | 1        | 0      | 0           | 0          |
| D. Ernemann    | 34                | 1                 | 5                 | 0                 | 5                 | 1                 | 2                 | 0                 | 39       | 2      | 7           | 0          |
| R. Finger      | 0                 | 0                 | 0                 | 0                 | 0                 | 0                 | 0                 | 0                 | 0        | 0      | 0           | 0          |
| C. Fährmann    | 10                | 0                 | 3                 | 0                 | 2                 | 1                 | 0                 | 0                 | 12       | 1      | 3           | 0          |
| H. Isa         | 33                | 13                | 4                 | 0                 | 6                 | 4                 | 1                 | 0                 | 39       | 17     | 5           | 0          |
| H. Koilov      | 35                | 3                 | 3                 | 1                 | 6                 | 0                 | 0                 | 0                 | 41       | 3      | 3           | 1          |
| E. Kremenliev  | 16                | 1                 | 2                 | 0                 | 2                 | 0                 | 1                 | 0                 | 18       | 1      | 3           | 0          |
| S. Menze       | 25                | 3                 | 3                 | 0                 | 3                 | 1                 | 1                 | 0                 | 28       | 4      | 4           | 0          |
| G. Müller      | 16                | 0                 | 2                 | 0                 | 3                 | 0                 | 0                 | 0                 | 19       | 0      | 2           | 0          |
| R. Nikol       | 34                | 5                 | 4                 | 0                 | 6                 | 0                 | 2                 | 0                 | 40       | 5      | 6           | 0          |
| K. Ognjanovic  | 2                 | 0                 | 0                 | 0                 | 1                 | 0                 | 0                 | 0                 | 3        | 0      | 0           | 0          |
| C. Okeke       | 34                | 3                 | 4                 | 0                 | 5                 | 0                 | 0                 | 0                 | 39       | 3      | 4           | 0          |
| T. Persich     | 29                | 2                 | 4                 | 1                 | 6                 | 1                 | 0                 | 0                 | 35       | 3      | 4           | 1          |
| A. Preiksaitis | 9                 | 0                 | 0                 | 0                 | 2                 | 0                 | 0                 | 0                 | 11       | 0      | 0           | 0          |
| A. Ruhmland    | 0                 | 0                 | 0                 | 0                 | 0                 | 0                 | 0                 | 0                 | 0        | 0      | 0           | 0          |
| D. Teixeira    | 16                | 18                | 4                 | 0                 | 2                 | 0                 | 0                 | 0                 | 18       | 18     | 4           | 0          |
| M. Tredup      | 17                | 0                 | 3                 | 1                 | 3                 | 0                 | 0                 | 0                 | 20       | 0      | 3           | 1          |
| J. Tschiedel   | 25                | 1                 | 8                 | 1                 | 5                 | 0                 | 2                 | 0                 | 30       | 1      | 10          | 1          |
| K. Wehner      | 0                 | 0                 | 0                 | 0                 | 1                 | 0                 | 0                 | 0                 | 1        | 0      | 0           | 0          |
| R. Wulnikowski | 0                 | 0                 | 0                 | 0                 | 1                 | 0                 | 0                 | 0                 | 1        | 0      | 0           | 0          |
| A. Zafirov     | 8                 | 1                 | 2                 | 0                 | 3                 | 0                 | 0                 | 0                 | 11       | 1      | 2           | 0          |
| M. Zechner     | 30                | 3                 | 5                 | 0                 | 5                 | 0                 | 1                 | 0                 | 35       | 3      | 6           | 0          |
| J. Zöphel      | 14                | 0                 | 2                 | 0                 | 1                 | 0                 | 0                 | 0                 | 15       | 0      | 2           | 0          |
| B. Đurković    | 28                | 3                 | 4                 | 0                 | 4                 | 2                 | 2                 | 0                 | 32       | 5      | 6           | 0          |